# Rankamaíta
La rankamaíta es un mineral óxido  de composición (Na,K)3(Ta,Nb,Al)11(O,OH)31.
Descrito por primera vez por Oleg von Knorring, Atso Vorma y P. H. Nixon en 1969, debe su nombre al geoquímico finlandés Kalervo Rankama (1913–1995).

## Propiedades
La rankamaíta es un mineral transparente de color blanco, blanco cremoso o amarillento, y brillo adamantino.
Tiene dureza entre 3 y 4 en la escala de Mohs, intermedia entre la de calcita y fluorita, siendo su densidad 5,5 g/cm³.
Cristaliza en el sistema ortorrómbico, clase dipiramidal (2/m 2/m 2/m).
Contiene un 57% de tántalo, un 13% de niobio, un 1,80% de sodio, un 1,49% de aluminio y un 1,17% de potasio. Como impurezas principales puede contener plomo —su contenido puede superar el 3%— y litio; en la localidad tipo su fórmula empírica corresponde a 	Na1.7K0.8Pb0.3Li0.2Ta6.9Nb3Al1.2O26.3(OH)3.7

## Morfología y formación
La rankamaíta forma fibras rectas u onduladas, agregadas en granos redondeados, cuyo tamaño es de hasta 1 cm; estos pueden estar dispuestos concéntricamente en masas nodulares rodeando a simpsonita.
Se piensa que la rankamaíta reemplaza a la simpsonita, como resultado de un intenso metasomatismo de sodio en algunas pegmatitas graníticas que contienen litio, tántalo y niobio.
Suele estar asociada, además de a simpsonita, a microlito, casiterita, berilo, tantalita-(Mn), moscovita, caolinita y litiotantita.

## Yacimientos
Las canteras de casiterita de Mumba (Kivu del Norte, República Democrática del Congo) son la localidad tipo de la rankamaíta. En la vecina Katanga —mina Manono— también se ha encontrado este mineral, en enormes pegmatitas que se explotan para la obtención de columbita-tantalita.
En Kazajistán Oriental se ha localizado este mineral en el río Irtish, en el depósito de tántalo de Ungursai, y en el de Ognevka, enclave que es también localidad tipo de minerales de litio como litiotantita y litiowodginita.
Otro depósito se encuentra en la mina Urubu, ubicada en Itinga (Minas Gerais, Brasil).